# フォールディングタイプカヤック
フォールディングタイプカヤックもしくはフォールディング・カヤックは、分解可能な組み立て式のカヤックのこと。
1907年にドイツのクレッパー社によって世界で初めて製品化されたファルトボートが有名で、フォールディングカヤックのことをファルトボートと呼ぶ人も多い。日本では1980年代にアウトドアブームや野田知佑の影響、カヤックを保管するのが困難な日本の住宅事情とあいまって普及した。

## 概要
船体布とフレームで構成される。インフレータブルと呼ばれる空気注入式の船や、両方の利点を活かしたハイブリッド式の船もある。船体のスタイル（デザイン）にはメーカーごとの個性の違いがある。また、解体すると輪行バッグに入るくらいにまとめられるものもある。
自動車がなくても公共交通機関で移動できるなどの利便性があり、川旅に向いている。ただ、日本の川は川幅が狭く急流であることやダムの乱造によって水量が少ない場合が多いため、船底をこすると穴が開きやすいという欠点がある。また、帰宅後に洗浄や乾燥などの作業が必要である。
主に静水域や難易度の低い流水域で使用されるが、技術如何によってはある程度のグレードの高い川でも使用できる。強度を持った製品も発売され、使用の幅は広がっている。

## ギャラリー

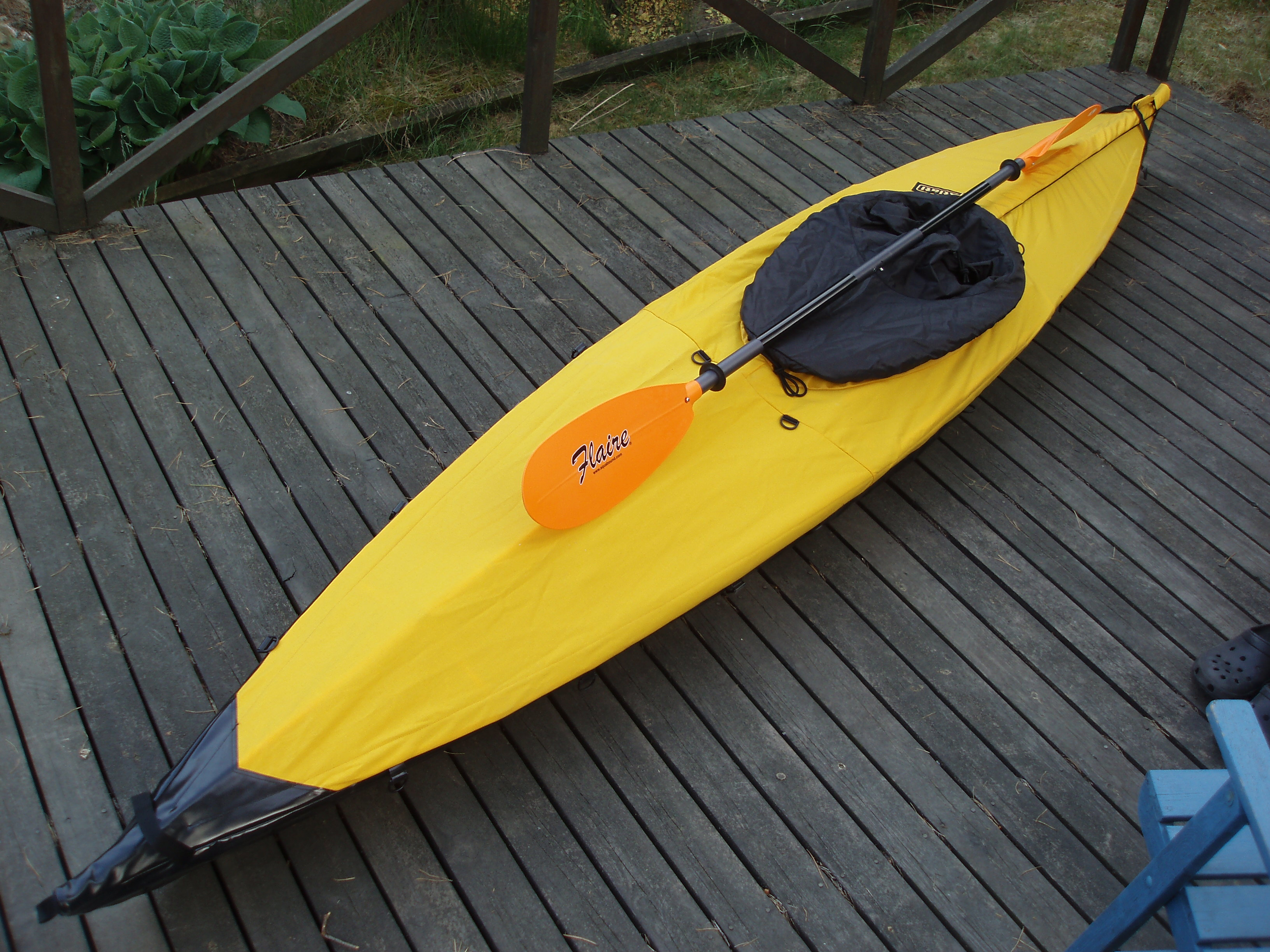
フォールディングカヤック
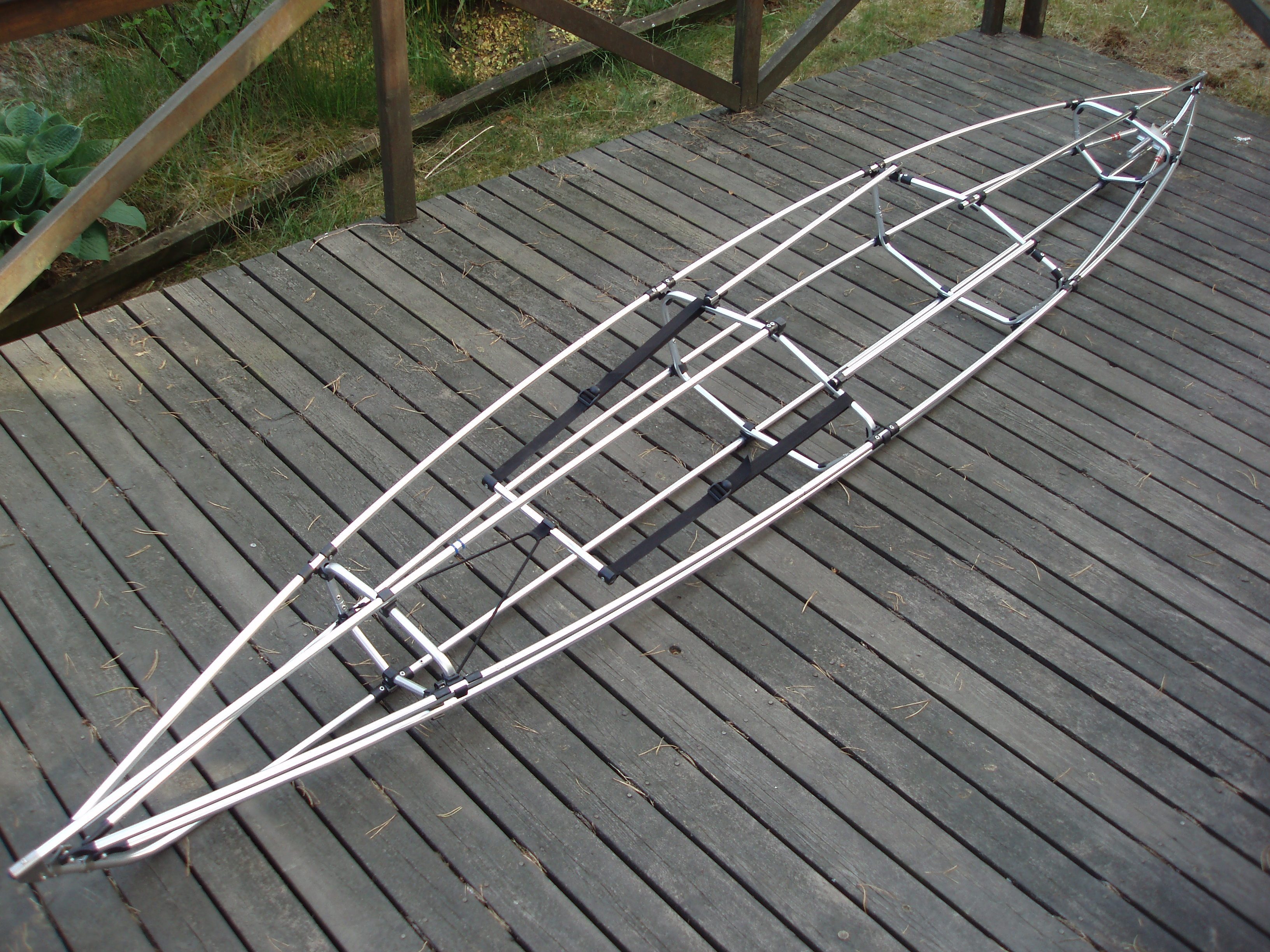
カヤックのフレーム
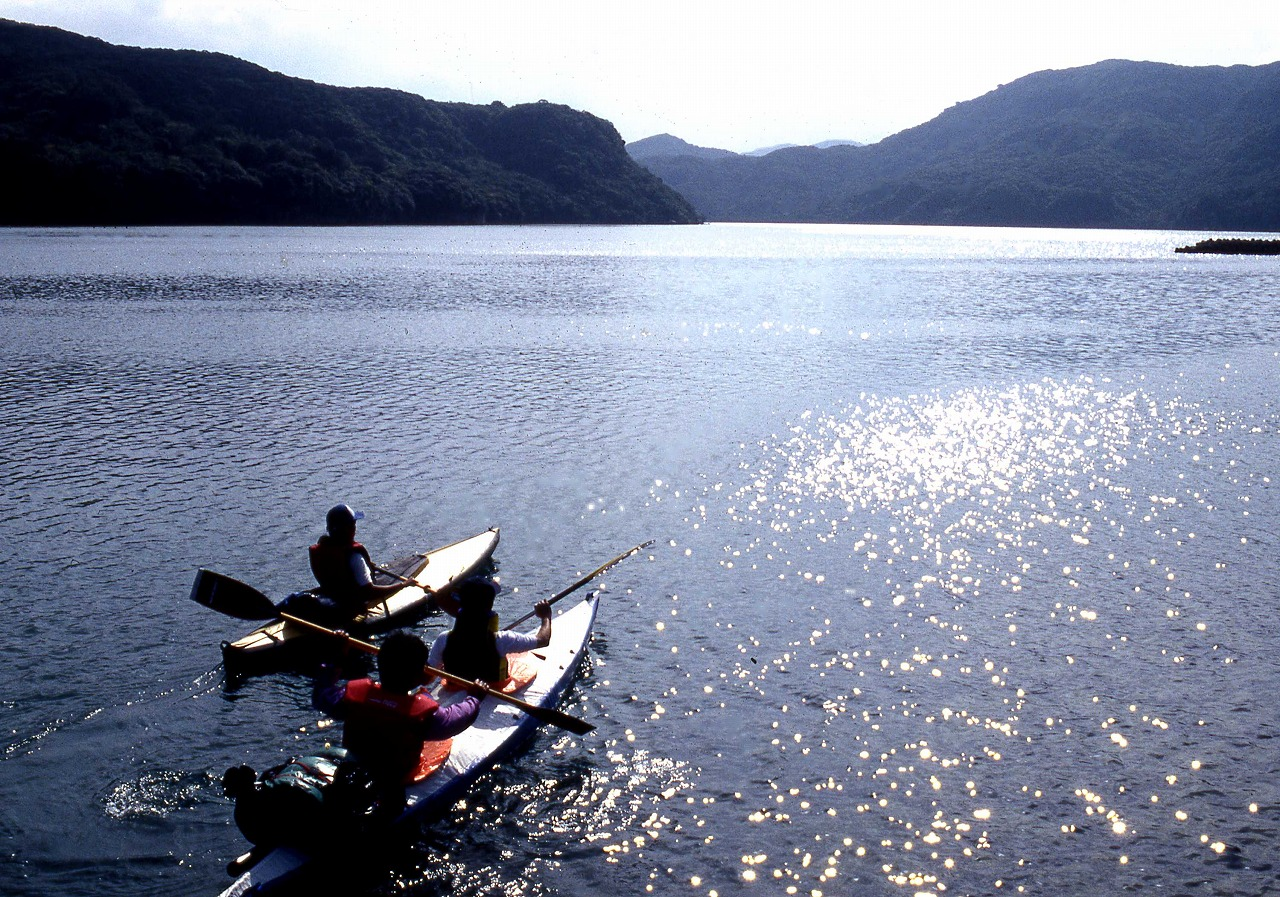
フォールディングカヤックによるシー・カヤッキング（西表島・白浜港）